# Бахаме на Светском првенству у атлетици у дворани 2016.
Бахаме су учествовали на 16. Светском првенству у атлетици у дворани 2016. одржаном у Портланду од 17. до 20. марта шеснаести пут, односно на свим првенствима до данас. Репрезентацију Бахама представљало је 10 такмичара (8 мушкарца и 2 жене), који су се такмичили у 6 дисциплина (4 мушке и 2 женске).,
На овом првенству Бахаме су по броју освојених медаља делиле 19. место са 1 освојеном медаљом (сребрна). Поред тога оборен је један национални рекорд. У табели успешности према броју и пласману такмичара који су учествовали у финалним такмичењима (првих 8 такмичара) Бахаме су са 1 учесником у финалу делили 30. место са 7 бодова.
| Плас. | Земља  | 1. место | 2. место | 3. место | 4. место | 5. место | 6. место | 7. место | 8. место | Бр. финал. | Бод. |
| ----- | ------ | -------- | -------- | -------- | -------- | -------- | -------- | -------- | -------- | ---------- | ---- |
| =30.  | Бахаме | 0        | 1        | 0        | 0        | 0        | 0        | 0        | 0        | 1          | 7    |

## Учесници
| Мушкарци: - Адријан Грифит — 60 м - Алонзо Расел — 400 м, 4 х 400 м - Мајкл Матје — 400 м, 4 х 400 м - Чавез Харт — 4 х 400 м - Ешли Рајли — 4 х 400 м - Крис Браун — 4 х 400 м - Доналд Томас — Скок увис - Џамал Вилсон — Скок увис | Жене: - Тиниа Гаитер — 60 м - Педриа Сејмур — 60 м препоне |  |

## Освајачи медаља (1)

### Сребро (1)
- Крис Браун — 400 м

## Резултати

### Мушкарци
| Атлетичар      | Дисциплина | Лични рекорд | Квалификације    | Квалификације   | Полуфинале           | Полуфинале           | Финале                | Финале               | Детаљи |
| Атлетичар      | Дисциплина | Лични рекорд | Резултат         | Место           | Резултат             | Место                | Резултат              | Место                | Детаљи |
| -------------- | ---------- | ------------ | ---------------- | --------------- | -------------------- | -------------------- | --------------------- | -------------------- | ------ |
| Адријан Грифит | 60 м       | 6,60         | 6,65 КВ          | 3. у гр. 5      | 6,71                 | 8. у гр. 2           | Нису се квалификовали | 22 / 53 (56)         |        |
| Алонзо Расел   | 400 м      | 46,44        | 46,66 кв         | 5. у гр. 1      | 47,07                | 6. у гр. 2           | Нису се квалификовали | 10 / 26 (30)         |        |
| Мајкл Матје    | 400 м      | 46,05        | Дисквалификован  | Дисквалификован | Није се квалификовао | Није се квалификовао | Није се квалификовао  | Није се квалификовао |        |
| Мајкл Матје    | 4 х 400 м  |              | 3:07,55 КВ, =НРС | 2. у гр. 1      |                      |                      | 3:04,75 НР            |                      |        |
| Алонзо Расел   | 4 х 400 м  |              | 3:07,55 КВ, =НРС | 2. у гр. 1      |                      |                      | 3:04,75 НР            |                      |        |
| Чавез Харт     | 4 х 400 м  |              | 3:07,55 КВ, =НРС | 2. у гр. 1      |                      |                      | 3:04,75 НР            |                      |        |
| Крис Браун     | 4 х 400 м  |              | 3:07,55 КВ, =НРС | 2. у гр. 1      |                      |                      | 3:04,75 НР            |                      |        |
| Ешли Рајли     | 4 х 400 м  |              | 3:07,55 КВ, =НРС | 2. у гр. 1      |                      |                      | 3:04,75 НР            |                      |        |
| Доналд Томас   | Скок увис  | 2,33         |                  |                 |                      |                      | 2,25                  | 10 / 12              |        |
| Џамал Вилсон   | Скок увис  | 2,31         | 2,20             | 11 / 12         |                      |                      |                       |                      |        |

### Жене
| Атлетичарка   | Дисциплина   | Лични рекорд | Квалификације | Квалификације | Полуфинале            | Полуфинале            | Финале                | Финале       | Детаљи |
| Атлетичарка   | Дисциплина   | Лични рекорд | Резултат      | Место         | Резултат              | Место                 | Резултат              | Место        | Детаљи |
| ------------- | ------------ | ------------ | ------------- | ------------- | --------------------- | --------------------- | --------------------- | ------------ | ------ |
| Тиниа Гаитер  | 60 м         | 7,23         | 7,41          | 5. у гр. 4    | Није се квалификовала | Није се квалификовала | Није се квалификовала | 28 / 44 (45) |        |
| Педриа Сејмур | 60 м препоне | 8,16         | 8,15 ЛР       | 5. у гр. 1    |                       |                       | Није се квалификовала | 11 / 18 (19) |        |